# لیانگ نا
لیانگ نا (۱۱۶ تا ۱۵۰)، رسماً امپراتریس شونلیه یک امپراتریس طی امپراتوری هان بود. شوهرش امپراتور شون هان بود. بعدها او به عنوان نایب‌السلطنه پسرش امپراتور چونگ و دو امپراتور دیگر امپراتور ژی و امپراتور هوان شد. به عنوان امپراتریس بیوه و نایب‌السلطنه، او بسیار سخت‌کوش و صادق بود، اما او بیش از حد به برادر فاسد و خشنش لیانگ جی معتمد بود. او به صورت دو فاکتو از سال ۱۴۴ تا ۱۵۰ میلادی بر امپراتوری هان حکومت می‌کرد و در عمل فرمانروای هان بود وی یکی از موفقترین و قدرتمندترین نایب السلطنه تاریخ هان بود.

## امپراتریس بیوه و نایب السلطنه برای امپراتورها چونگ و ژی
امپراتریس بیوه لیانگ بعد از مرگ شوهرش امپراتور شون هان برای پسرخوانده‌اش امپراتور چونگ نایب السلطنه شد و توانست تمام امور کشور را در دست داشت باشد اما وی خیلی زیاد به برادر بی احساس و فاسد خود لیانگ جی اعتماد می کرد و دستور داد که وی قدرتمندترین مقام دولت را در دوره نایب السلطنه وی در دست داشت باشد و او را در تمام مسائل سیاسی دخالت می داد هر چند به نظر می رسید که خودش برعکس برادرش بسیار سخت کوش و جدی است و خیلی زود به افراد مهم اعتماد می کرد و در نزد دولتمردان این امر اشتباهی بسیار بزرگ بود در سال ۱۴۵ میلادی امپراتور چونگ هان به طور ناگهانی درگذشت و مقامات پیشنهاد دادن که مرگ امپراتور جوان را مخفی نگاه دارند تا زمانی که امپراتور بعدی را انتخاب می کنند اما یکی از مشاوران امپراتریس گفت که این امر موجب شورش می شود و امپراتریس لیانگ سریعاً مرگ امپراتور را اعلام کرد و گفت یکی از نوادگان امپراتور ژانگ به قدرت می رسد اما لیانگ جی برای کنترل بهتر قدرت به امپراتریس لیانگ پیشنهاد کرد که لیو ژی را به قدرت برساند زیرا اون هم بسیار کوچک است هم بی کس به همین خاطر امپراتریس لیانگ به ترغیب برادرش لیو ژی رو به عنوان امپراتور ژی معرفی کرد و توانست همچنان نایب السلطنه باقی بماند هر چند مقامات از امپراتریس لیانگ شدیداً ناراضی شدن زیرا که وی بیش از حد به برادرش اعتماد می کرد، در سال ۱۴۶ میلادی امپراتور که از فساد لیانگ جی آگاهی پیدا کرد با خشونت با وی رفتار کرد اما در همان ماه امپراتور به دلیل این رفتارها با لیانگ جی به دست او در سن ۸ سالگی مسموم شد.

## امپراتریس بیوه و نایب السلطنه برای امپراتور هوان هان
در سال ۱۴۶ میلادی با مسمومیت امپراتور ژی توسط لیانگ جی مقامات به امپراتریس لیانگ پیشنهاد کردند که یکی از خویشاوندان بزرگسال در خاندان هان را برای حکومت برگزیند اما لیانگ جی برای این که بتواند قدرت را حفظ کند خواهرش را دوباره ترغیب کرد که یک امپراتور کوچک و بی فایده را برای فرمانروایی برگزیند در همان سال امپراتریس بیوه لیانگ اعلام بر تخت نشستن امپراتور هوان هان که در آن زمان کمتر از ۱۴ سال داشت را صادر کرد و همچنان خود به عنوان نایب السلطنه باقی ماند و به حکومت کردن ادامه داد و لیانگ جی بخاطر این که خواهرش هنوز در مسند قدرت است حتی از قبل هم قدرتمندتر شد و به همین خاطر خشونت و فسادش افزایش چشمگیری داشت، ۲ سال بعد امپراتور هوان علناً نارضایتی خود را از امپراتریس بیوه لیانگ و برادرش لیانگ جی نشان داد و به درباریان اعلام کرد من تقریباً به سن بلوغ رسیدام و می خواهم خود حکومت کنم در همان سال زمانی که امپراتریس لیانگ این حرف را شنید بسیار عصبانی شد و این درخواست را رد کرد بعد از این ماجرا لیانگ جی به امپراتریس پیشنهاد کرد که یک کودتا به راه بیندازند و امپراتور را کنار بزنند و یکی که بسیار ضعیف و ناتوان باشد را روی کار بیاورند اما امپراتریس لیانگ از این امر خودداری ورزید و گفت که این امر اشتباه است در سال ۱۵۰ میلادی امپراتریس بیوه لیانگ رسماً اعلام کرد که می خواهد از حکومت کنار بکشد و تمام قدرت را به امپراتور واگذار می کند هر چند این امر اتفاق نیفتاد زیرا که در همان سال امپراتریس بیوه لیانگ درگذشت و بعد از مرگ امپراتریس لیانگ برادرش لیانگ جی همچنان قدرت را حفظ کرد و به خشونت و فساد خود حتی بیشتر از قبل ادامه داد اما بعد از مرگ امپراتریس لیانگ استحکامت خاندانشان با فساد برادرش کم شد و لیانگ جی ۹ سال بعد به وسیله یک کودتا از طرف امپراتور هوان و درباریان از قدرت برکنار و خاندان لیانگ و خاندان همسری وی سئو کشتار شد.